# Aurora (Nebraska)
Pour les articles homonymes, voir Aurora.
La ville d’Aurora est le siège de comté de Hamilton, dans l’État du Nebraska, aux États-Unis. Sa population s’élevait à 4 479 habitants lors du recensement de 2010, estimée à 4 533 habitants en 2018.